# Cynorta variegata
Cynorta variegata is een hooiwagen uit de familie Cosmetidae.